# 김효종 (법조인)
김효종(1943년 ~ )은 대한민국의 법조인이다. 판사로 서울지방법원장 등을 지냈으며 헌법재판관을 역임했다.

## 생애
1943년 충청남도 연기군 조치원에서 태어난 김효종은 경기고등학교와 서울대학교 법과대학을 졸업하고 1967년 제8회 사법시험 합격하여 1972년에 대구지방법원 판사에 임용되었다. 서울대학교 사법대학원에서 법학을 공부하면서 `변제의 제공'등 다수의 논문을 발표한 김효종은 1980년 서울민사지방법원 1981년 서울고등법원 판사를 거쳐 1985년에 인천지방법원 부장판사에 임명되어 1999년까지 인천지방법원, 대구고등법원, 서울형사지방법원, 서울민사지방법원, 서울고등법원에서 재판장을 하였다. 서울지방법원 북부지원장, 인천지방법원장을 지내며 행정 경험을 쌓은 김효종은 1999년 3월 1일 윤관 대법원장과 최종영 대법원장 이.취임기에 법원행정처 차장을 맡다가 1999년 7월에 임명된 서울지방법원장에 재직 중이던 2000년에 한나라당과 새천년민주당 공동추천에 의하여 임기 6년의 헌법재판관에 임명되었다. 헌법재판관 임기를 마치면서 공직에서 물러나 법무법인 한승과 충정에서 고문 변호사로 일하면서 2011년에 헌법재판소 공직자윤리위원회 위원장, 2017년 원주시 건강가정·다문화가족지원센터 센터장을 맡기도 했다.
2005년 10월 27일 헌법재판소 전원심판부에서 동의대 경찰관 7인 방화 살인 사건 46명에 대한 민주화보상심의위원회의 민주화 결정 관련하여 유족들의 명예훼손 헌법소원 사건에 대해 헌법재판소 전원재판부가 2005년 10월 27알 "가족들은 당사자로 볼 수 없다"는 이유로 기각 결정을 할 때는 권성, 송인준, 주선회와 함께 이에 반대는 소수의견을 냈다.

## 주요 판결
- 서울형사지방법원 6단독 판사로 재직하던 1986년 7월 28일에 국가보안법위반과 범인 은닉 혐의로 구속기소된 성균관대생 서정철에 대해 징역2년6월 자격정지2년을 선고했다.[4]
- 서울형사지방법원 합의13부 재판장으로 재직하던 1986년 9월 6일에 5·3 인천 사태와 관련하여 소요죄로 구속기소된 민불련 집행위원장 서동석, 서울대 공법학과 4학년생인 정대화, 민통련 회원인 우제구 등 3명에게 징역1년6월부터 징역1년을 각각 선고했으며[5] 11월 5일에는 전방 입소 거부 시위를 주도한 성균관대 민민투 위원장 조유묵에게 국가보안법위반죄를 적용해 징역4년 자격정지4년을 선고했다[6] 11월 17일에는 5·3 인천 사태 등으로 구속기소된 민통련 정책연구실장 장기표에 대해 피고인이 "재판을 거부하는 자신의 입장을 담은 원고지 2000여장 분량의 자술서가 재판부에 전달되지 않았다"며 "선고기일을 늦춰달라"고 요청했으나 이를 거부해 피고인이 "군부독재 타도"를 외치며 퇴정한 뒤에 궐석으로 진행된 재판에서 "피고인이 재판을 거부했으나 공소장에 나타난 사실만으로도 이적단체 구성예비, 공문서위조와 행사 등이 인정된다"며 징역7년 자격정지3년을 선고했다.[7] 11월 18일에는 서울대 민민투 사건으로 구속기소된 서울대 민민투 중앙상무위원장 등 5명 중에서 4명에 대해 징역5년 자격정지5년에서 징역2년 자격정지2년을 각각 선고하면서, 나머지 1명은 징역2년 집행유예3년 자격정지2년을 선고했다.[8] 12월 17일에는 5·3 인천 사태와 관련된 민통련 부의장 이창복에 대해 소요죄와 국가보안법 이적단체 구성 예비 등을 적용해 징역2년 자격정지2년을 선고했다.[9] 서울대 자민투와 구국학생연맹 사건으로 구속기소된  구학련 중앙위원 등 9명 중에서 5명에 대해 이적단체 구성죄를 적용해 징역5년 자격정지5년부터 징역2년 자격정지2년까지 각각 선고하면서 반성문을 제출한 그외 4명에게는 집행유예를 선고했다.[10] 1987년 1월 7일에는 고려대 민주광장에서 동료학생 500명과 함께 민민투를 결성해 위원장이 된 후에 교내외 시위를 주도한 고려대 민민투위원장에 대해 이적단체 구성죄를 적용해 징역4년 자격정지4년을 선고했으며ref>동아일보 1987년 1월 7일자</ref> 2월 23일에는 전 민통련 총무국장 장영달에게 징역1년6월 자격정지1년6월을 선고했다.[11] 3월 13일에는 마르크스-레닌주의당 결성을 기도한 서울대생에 대해 피고인이 "재판부가 관련 피고인들과의 병합심리요청을 받아들이지 않는 등 공정한 심리를 기대할 수 없어 재판을 거부한다"며 "반파쇼 민주화투쟁 만세"라는 구호를 외친 가운데 징역6년 자격정지6년을 선고했다.[12] 3월 21일에 10·28 건국대학교 사건의 주동자인 서울대 구학련 인천 지역책에 대해 국가보안법을 적용해 징역5년 자격정지5년을 선고했다.[13] 4월 10일에 치과의원에 들어가 대리 원장을 살해한 피고에 대해 무기징역을 선고했다.[14] 4월 23일에 5·3 인천 사태와 관련된 전 민통련 사무처장 이부영에 대해 징역2년 자격정지1년6월을 선고했으며,[15] 법정 안 방청석 앞자리에 40여명의 교도관을 배치하고 법정 주변에 사복 전경을 배치한 가운데 구속 피고인 1명당 3장의 방청권을 배부한 가운데 1987년 7월 20일 열린 재판에서 제헌의회그룹 사건 관련 피고인 12명에게 징역7년 자격정지7년에서 징역1년6월 자격정지1년6월, 그외 3명에 대해 집행유예를 선고했다.[16]

서울지방법원 동부지원 민사7부 재판장으로 재직하던 1990년 3월 29일에 송파구청장을 상대로 청구한 소송에서 "인감증명서를 발급하는 공무원이 민원인이 제시한 서류의 진위를 확인하지 않고 인감증명서를 발급해 제3자에게 손해를 발생한 때 공무원 직무수행 중의 과실로 인정된다"며 "송파구청은 원고에게 1억원의 배상금을 지급하라"고 했으며, 4월 25일에는 대졸 학력을 속이고 취업한 뒤에 노조 활동과 관련된 유인물을 돌리다 해고된 원고가 청구한 해고무효 확인소송에서 "학력을 감추어 입사했다 하더라도 원고의 행위가 근로조건 체계나 생산과정에 혼란을 초래했다고 보기 어려워 해고는 부당하다"며  "기업측은 원고를 복직 시키고 해고일자부터 복직때까지 통상임금을 지급하라"며 원고 승소판결했다.
대구고등법원 형사부 재판장으로 재직하던 1992년 1월 15일에 열린 낙동강 페놀 오염 사건 항소심에서 실형이 선고된 피고인 3명에 대해 "낙동강 페놀 유출 사실은 인정되지만 영남지역 주민들의 피해 감정을 양형에 적용한 원심의 형량은 무겁다"며 집행유예를 선고했다. 5월 8일에는 경북도지사로 재직하며 부하 직원들의 인사청탁과 업자로부터 뇌물 등으로 8410만원을 받아 구속되어 1심에서 징역3년6월을 선고받은 김상조에 대해 "협심증 당뇨병 불안심경 등으로 장기간 치료받아야 된다"며 구속집행정지 결정을 했다.
서울형사지방법원 합의30부 재판장으로 재직하던 1993년 11월 5일에 거액의 임금을 체불하고 120만 달러를 해외 유출하여 특정범죄가중처벌법 위반 등 9개 죄목으로 구속된 한양그룹 배종렬 회장에 대해 징역3년 추징금 9억5252만원을 선고하면서 산업안전보건법 위반 혐의에 대해선 "공사장에서 발생한 사고의 경우에는 사업주를 처벌하도록 규정하나 법인만이 사업주에 해당된다"는 이유로 무죄를 선고했다.
서울형사지방법원 항소10부 재판장으로 재직하던 1994년 4월 18일 조계종 폭력사태로 구속된 범종추 소속 스님 3명이 청구한 구속적부심을 인용하여 석방했으며, 8월 6일에는 주거용 무허가 건물 내부를 공장용으로 변경해 사용하여 1심에서 각각 선고유예와 벌금 30만원을 선고받은 피고인에 대한 항소심에서 "무허가 건축물은 건축법상 규제대상이 아니므로 이를 임의로 용도변경하더라도 처벌할 근거가 없다"며 원심을 깨고 무죄를 선고했다.
서울고등법원 특별5부 재판장으로 재직하던 1996년 8월 3일에 폐기물처리업자가 남양주시를 상대로 산림훼손 허가청구소송에서 "주민과 인근 초등학교에서 소음 분진 등 공해 피해를 우려해 반대하지만 막연히 이를 이유로 적법한 요건을 갖춘 시설의 설치를 허가하지 않은 것은 부당하다"며 원고승소판결했으며, 11월 13일에는 재입북을 기도한 김형덕에 대한 관리감독을 소흘히 했다는 이유로 해임되어 제기한 해임처분
취소청구소송에서 "귀순자가 사라진 뒤에도 근무일지에 이상이 없다고 기재하는 등 일부 잘못이 있지만 사생활을 포기하면서까지 24시간 밀착해 감시하기는 어렵다"며 해임은 무효라며 원고승소판결했다. 1997년 1월 2일에 골프장 운영업체가 골프장 운영과 직접 관련이 없는 부동산에까지 일괄적으로 취득세를 부과한 처분은 잘못이라며 청구한 취득세 부과처분 취소소송에서 "골프장 안의 군 시설 터와 각 코스 사이의 자연경관을 비롯해 직접적인 사용면적을 제외한 나머지 땅은 골프장 운영에 직접 사용되는 토지라고 볼 수 없다"며 "6억여원의 과세를 취소하라"고 했다.8월 17일에 증차 노선연장 사업개선 명령 무효확인 청구소송에서 "버스노선 신설 변경 등에 관계 시도와 협의토록한 법령 규정을 위반한 것은 인정되나 시민 편의를 위한 것이고 위법 정도도 중대하다고 볼 수 없다"며 원고패소 판결했으며, 8월 20일에  국적취득에 있어 부계 혈통주의를 원칙으로 규정하고 있는 국적법 제2조 제1항은 헌법상 남녀평등 원칙에 위배된다며 헌법재판소에 위헌심판을 제청했다.